# Cillerero
El cillerero (del latín cellerarius, cellarius, cantinero y cocinero mayor) era el ecónomo o "cantinero" del monasterio, según la Regla de San Benito. Siendo el encargado del abastecimiento de alimentos, bebida y leña para los hermanos y los huéspedes que pernoctasen en la abadía, buscaba todo lo necesario en los huertos del monasterio, lo almacenaba y calculaba las provisiones necesarias para resistir durante la escasez invernal.
Era el religioso encargado de las provisiones y alimentos de los monasterios y llevaba el gobierno de todo lo temporal: entre sus responsabilidades estaba el conocimiento de los bienes y derechos del monasterio y de su valor, lo que implicaba el control de los arrendamientos y sus cláusulas, el cobro de las rentas o el mantenimiento y la reparación de los edificios.
Según el Compendio de los exercicios y obligaciones de los monges cistercienses de Nuestra Señora de la Trapa (1802), el padre abad, conforme a la Regla de San Benito, dividía "una parte de sus solicitudes, principalmente entre el Prior, Superior, y Cillerero, con total dependencia en sus diversas funciones, y oficios de la voluntad, y arbitrio del mismo P. Abad, a fin que lo sirvan de auxîlio sin disminuir su autoridad reciba de Dios para gobernar, y regir a los demás con prudencia, caridad, y justicia". Señala que los religiosos que cuidaban de la ropería, sacristía, enfermería, panadería, el refectorio y demás oficinas, recibían del cillerero "todo lo que han menester para sus respectivos encargos, y nada debe darles, fuera de lo que es de su uso ordinario, y costumbre, sino con aprobación y orden del P. Abad". En invierno se ocupaba de que los religiosos hicieran los utensilios e instrumentos necesarios para las labores y cultivos de las tierras, y debía presenciar la distribución cotidiana del trabajo, para informar al abad de lo que debían hacer los monjes.

## Literatura
El término cillerero aparece con harta frecuencia en los detectivescos relatos de la novela El nombre de la Rosa, cuyo escenario es un monasterio medieval y la pretensión de proteger el patrimonio de su biblioteca.